# Pleópode

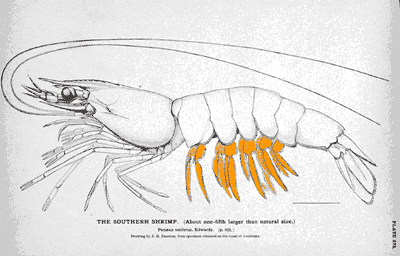
Pleópodes (em laranja) em um Decapoda

Em zoologia, chamam-se pleópodes (ou "patas-nadadoras", nos camarões) aos apêndices abdominais pares dos crustáceos (com excepção dos urópodes). Nos decápodes, como os camarões e as lagostas, são em número de cinco pares. Para além da locomoção, estes apêndices, muitas vezes, têm brânquias.
Nos caranguejos, cujo abdómen se encontra dobrado por baixo do cefalotórax, os pleópodes estão modificados para segurarem os ovos.

## Etimologia
"Pleópodes" vem da junção dos termos gregos pléos, a, on ("cheio, abundante") e  poús, odós ("pé"), significando, portanto, "pés abundantes". 